# LNFA Serie A 2019
La LNFA Serie A 2019 è la 25ª edizione del campionato di football americano di primo livello, organizzato dalla FEFA.

## Squadre partecipanti
| Club                   | Città                  | Stadio | Sponsor ufficiale | Risultato nella stagione 2018 |
| ---------------------- | ---------------------- | ------ | ----------------- | ----------------------------- |
| Badalona Dracs         | Badalona               |        |                   |                               |
| Camioneros de Coslada  | Coslada                |        |                   |                               |
| Fuengirola Potros      | Fuengirola             |        |                   |                               |
| Gijón Mariners         | Gijón                  |        |                   |                               |
| Granada Lions          | Granada                |        |                   |                               |
| Las Rozas Black Demons | Las Rozas de Madrid    |        | LG OLED           |                               |
| Mallorca Voltors       | Palma di Maiorca       |        |                   |                               |
| Murcia Cobras          | Murcia                 |        |                   |                               |
| Osos de Rivas          | Rivas-Vaciamadrid      |        |                   |                               |
| Santiago Black Ravens  | Santiago di Compostela |        |                   |                               |
| Valencia Firebats      | Valencia               |        |                   |                               |
| Zaragoza Hurricanes    | Saragozza              |        |                   |                               |

## Stagione regolare

### Calendario

#### 1ª giornata
| Gijón 19 gennaio 2019, ore 15:00 | Gijón Mariners | 6 – 43 referto | Osos de Rivas | Complejo Deportivo Las Mestas |

| Sa Vileta-Son Rapinya 19 gennaio 2019, ore 16:30 | Mallorca Voltors | 14 – 7 referto | Zaragoza Hurricanes | Polideportivo Municipal de Son Moix |

| Maracena 19 gennaio 2019, ore 16:30 | Granada Lions | 0 – 13 referto | Fuengirola Potros | Ciudad Deportiva |

| Valencia 20 gennaio 2019, ore 12:00 | Valencia Firebats | 12 – 46 referto | Badalona Dracs | Estadio Municipal Jardín del Turia |

| Las Rozas de Madrid 20 gennaio 2019, ore 12:00 | Las Rozas Black Demons | 41 – 6 referto | Murcia Cobras | Campo de Rugby El Cantizal |

| Coslada 20 gennaio 2019, ore 12:00 | Camioneros de Coslada | 47 – 0 referto | Santiago Black Ravens | Polideportivo Valleaguado |

#### 2ª giornata
| Rivas-Vaciamadrid 2 febbraio 2019, ore 16:00 | Osos de Rivas | 34 – 0 referto | Camioneros de Coslada | Polideportivo Cerro del Telégrafo |

| Maracena 2 febbraio 2019, ore 16:30 | Granada Lions | 0 – 48 referto | Murcia Cobras | Ciudad Deportiva |

| Badalona 3 febbraio 2019, ore 11:30 | Badalona Dracs | 54 – 0 referto | Zaragoza Hurricanes | Campo de fútbol Pomar |

| Valencia 3 febbraio 2019, ore 12:00 | Valencia Firebats | 14 – 13 referto | Mallorca Voltors | Estadio Municipal Jardín del Turia |

| Fuengirola 3 febbraio 2019, ore 12:00 | Fuengirola Potros | 8 – 64 referto | Las Rozas Black Demons | Polideportivo Elola |

| Santiago di Compostela 3 febbraio 2019, ore 12:00 | Santiago Black Ravens | 6 – 19 referto | Gijón Mariners | Campo de fútbol municipal de As Cancelas |

#### 3ª giornata
| Rivas-Vaciamadrid 9 febbraio 2019, ore 16:00 | Osos de Rivas | 40 – 0 referto | Santiago Black Ravens | Polideportivo Cerro del Telégrafo |

| Murcia 9 febbraio 2019, ore 17:00 | Murcia Cobras | 41 – 0 referto | Fuengirola Potros | Estadio José Barnés |

| Sa Vileta-Son Rapinya 10 febbraio 2019, ore 11:30 | Mallorca Voltors | 7 – 48 referto | Badalona Dracs | Polideportivo Municipal de Son Moix |

| Coslada 10 febbraio 2019, ore 12:00 | Camioneros de Coslada | 28 – 0 referto | Gijón Mariners | Polideportivo Valleaguado |

| Saragozza 10 febbraio 2019, ore 12:30 | Zaragoza Hurricanes | 0 – 27 referto | Valencia Firebats | Campo de Rugby David Cañada |

| Las Rozas de Madrid 10 febbraio 2019, ore 13:00 | Las Rozas Black Demons | 49 – 0 referto | Granada Lions | Campo de Rugby El Cantizal |

#### 4ª giornata
| Gijón 23 febbraio 2019, ore 15:00 | Gijón Mariners | 9 – 12 referto | Zaragoza Hurricanes | Complejo Deportivo Las Mestas |

| Maracena 23 febbraio 2019, ore 16:30 | Granada Lions | 0 – 61 referto | Osos de Rivas | Ciudad Deportiva |

| Fuengirola 24 febbraio 2019, ore 10:00 | Fuengirola Potros | 0 – 41 referto | Mallorca Voltors | Polideportivo Elola |

| Badalona 24 febbraio 2019, ore 11:30 | Badalona Dracs | 49 – 26 referto | Murcia Cobras | Campo de fútbol Pomar |

| Santiago di Compostela 24 febbraio 2019, ore 12:00 | Santiago Black Ravens | 0 – 68 referto | Las Rozas Black Demons | Campo de fútbol municipal de As Cancelas |

| Valencia 24 febbraio 2019, ore 12:00 | Valencia Firebats | 0 – 18 referto | Camioneros de Coslada | Estadio Municipal Jardín del Turia |

#### 5ª giornata
| Rivas-Vaciamadrid 2 marzo 2019, ore 16:00 | Osos de Rivas | 54 – 21 referto | Gijón Mariners | Polideportivo Cerro del Telégrafo |

| Murcia 2 marzo 2019, ore 17:00 | Murcia Cobras | 39 – 34 referto | Las Rozas Black Demons | Estadio José Barnés |

| Santiago di Compostela 3 marzo 2019, ore 12:00 | Santiago Black Ravens | 0 – 42 referto | Camioneros de Coslada | Campo de fútbol municipal de As Cancelas |

| Fuengirola 3 marzo 2019, ore 12:00 | Fuengirola Potros | 52 – 0 referto | Granada Lions | Polideportivo Elola |

| Saragozza 3 marzo 2019, ore 12:00 | Zaragoza Hurricanes | 8 – 45 referto | Mallorca Voltors | Campo de Rugby David Cañada |

| Badalona 3 marzo 2019, ore 12:15 | Badalona Dracs | 58 – 8 referto | Valencia Firebats | Campo de Fútbol Pomar |

#### 6ª giornata
| Gijón 16 marzo 2019, ore 16:00 | Gijón Mariners | 48 – 8 referto | Santiago Black Ravens | Complejo Deportivo Las Mestas |

| Murcia 16 marzo 2019, ore 17:00 | Murcia Cobras | 40 – 0 referto | Granada Lions | Complejo Municipal José Barnés |

| Las Rozas de Madrid 16 marzo 2019, ore 17:00 | Las Rozas Black Demons | 47 – 20 referto | Fuengirola Potros | Campo de Rugby El Cantizal |

| Saragozza 17 marzo 2019, ore 12:00 | Zaragoza Hurricanes | 0 – 60 referto | Badalona Dracs | Campo de Fútbol el Olivar |

| Sa Vileta-Son Rapinya 17 marzo 2019, ore 12:00 | Mallorca Voltors | 6 – 33 referto | Valencia Firebats | Polideportivo Municipal de Son Moix |

| Coslada 17 marzo 2019, ore 12:00 | Camioneros de Coslada | 21 – 14 referto | Osos de Rivas | Polideportivo Valleaguado |

#### 7ª giornata
| Maracena 23 marzo 2019, ore 16:30 | Granada Lions | 0 – 58 referto | Las Rozas Black Demons | Ciudad Deportiva |

| Fuengirola 24 marzo 2019, ore 12:00 | Fuengirola Potros | 8 – 26 referto | Murcia Cobras | Polideportivo Elola |

| Gijón 24 marzo 2019, ore 12:00 | Gijón Mariners | 0 – 36 referto | Camioneros de Coslada | Complejo Deportivo Las Mestas |

| Santiago di Compostela 24 marzo 2019, ore 12:00 | Santiago Black Ravens | 2 – 40 referto | Osos de Rivas | Campo de fútbol municipal de As Cancelas |

| Badalona 24 marzo 2019, ore 12:15 | Badalona Dracs | 54 – 6 referto | Mallorca Voltors | Campo de Fútbol Pomar |

| Valencia 24 marzo 2019, ore 17:00 | Valencia Firebats | 27 – 7 referto | Zaragoza Hurricanes | Estadio Municipal Jardín del Turia |

#### 8ª giornata
| Rivas-Vaciamadrid 6 aprile 2019, ore 16:00 | Osos de Rivas | 7 – 49 referto | Badalona Dracs | Polideportivo Cerro del Telégrafo |

| Las Rozas de Madrid 6 aprile 2019, ore 17:00 | Las Rozas Black Demons | 24 – 6 referto | Gijón Mariners | Campo de Rugby El Cantizal |

| Murcia 6 aprile 2019, ore 17:00 | Murcia Cobras | 35 – 6 referto | Valencia Firebats | Estadio José Barnés |

| Sa Vileta-Son Rapinya 7 aprile 2019, ore 12:00 | Mallorca Voltors | 18 – 0 referto | Granada Lions | Polideportivo Municipal de Son Moix |

| Coslada 7 aprile 2019, ore 12:00 | Camioneros de Coslada | 46 – 18 referto | Fuengirola Potros | Polideportivo Valleaguado |

| Saragozza 7 aprile 2019, ore 12:00 | Zaragoza Hurricanes | 45 – 0 referto | Santiago Black Ravens | Campo de Rugby David Cañada |

### Classifiche
Le classifiche della regular season sono le seguenti:
- PCT = percentuale di vittorie, G = partite giocate, V = partite vinte,  P = partite perse, PF = punti fatti, PS = punti subiti

#### LNFA Serie A
| Pos. | Squadra                | PCT   | G | V | N | P | PF  | PS  |
| ---- | ---------------------- | ----- | - | - | - | - | --- | --- |
| 1    | Badalona Dracs         | 1.000 | 8 | 8 | 0 | 0 | 418 | 66  |
| 2    | Camioneros de Coslada  | .875  | 8 | 7 | 0 | 1 | 238 | 66  |
| 3    | Las Rozas Black Demons | .875  | 8 | 7 | 0 | 1 | 385 | 79  |
| 4    | Osos de Rivas          | .750  | 8 | 6 | 0 | 2 | 293 | 99  |
| 5    | Murcia Cobras          | .750  | 8 | 6 | 0 | 2 | 261 | 138 |
| 6    | Valencia Firebats      | .500  | 8 | 4 | 0 | 4 | 127 | 183 |
| 7    | Mallorca Voltors       | .500  | 8 | 4 | 0 | 4 | 150 | 164 |
| 8    | Zaragoza Hurricanes    | .250  | 8 | 2 | 0 | 6 | 79  | 236 |
| 9    | Gijón Mariners         | .250  | 8 | 2 | 0 | 6 | 109 | 211 |
| 10   | Fuengirola Potros      | .250  | 8 | 2 | 0 | 6 | 119 | 265 |
| 11   | Granada Lions          | .000  | 8 | 0 | 0 | 8 | 0   | 339 |
| 12   | Santiago Black Ravens  | .000  | 8 | 0 | 0 | 8 | 16  | 349 |

#### Girone Nord-ovest
| Pos. | Squadra               | PCT  | G | V | N | P | PF  | PS  |
| ---- | --------------------- | ---- | - | - | - | - | --- | --- |
| 1    | Camioneros de Coslada | .875 | 8 | 7 | 0 | 1 | 238 | 66  |
| 2    | Osos de Rivas         | .750 | 8 | 6 | 0 | 2 | 293 | 99  |
| 3    | Gijón Mariners        | .250 | 8 | 2 | 0 | 6 | 109 | 211 |
| 4    | Santiago Black Ravens | .000 | 8 | 0 | 0 | 8 | 16  | 349 |

#### Girone Nord-est
| Pos. | Squadra             | PCT   | G | V | N | P | PF  | PS  |
| ---- | ------------------- | ----- | - | - | - | - | --- | --- |
| 1    | Badalona Dracs      | 1.000 | 8 | 8 | 0 | 0 | 418 | 66  |
| 2    | Valencia Firebats   | .500  | 8 | 4 | 0 | 4 | 127 | 183 |
| 3    | Mallorca Voltors    | .500  | 8 | 4 | 0 | 4 | 150 | 164 |
| 4    | Zaragoza Hurricanes | .250  | 8 | 2 | 0 | 6 | 79  | 236 |

#### Girone Sud
| Pos. | Squadra                | PCT  | G | V | N | P | PF  | PS  |
| ---- | ---------------------- | ---- | - | - | - | - | --- | --- |
| 1    | Las Rozas Black Demons | .875 | 8 | 7 | 0 | 1 | 385 | 71  |
| 2    | Murcia Cobras          | .750 | 8 | 6 | 0 | 2 | 261 | 138 |
| 3    | Fuengirola Potros      | .250 | 8 | 2 | 0 | 6 | 119 | 265 |
| 4    | Granada Lions          | .000 | 8 | 0 | 0 | 8 | 0   | 339 |

## Playoff e playout

### Tabellone
|  | Quarti di finale       | Quarti di finale       | Quarti di finale       |                        |                       | Semifinali            | Semifinali | Semifinali |  |  | XXV Spanish Bowl | XXV Spanish Bowl | XXV Spanish Bowl |  |
|  |                        |                        |                        |                        |                       |                       |            |            |  |  |                  |                  |                  |  |
|  | Badalona Dracs         | Badalona Dracs         | 49                     |                        |                       |                       |            |            |  |  |                  |                  |                  |  |
|  | Badalona Dracs         | Badalona Dracs         | 49                     |                        |                       |                       |            |            |  |  |                  |                  |                  |  |
|  | Zaragoza Hurricanes    | Zaragoza Hurricanes    | 0                      |                        |                       |                       |            |            |  |  |                  |                  |                  |  |
|  | Zaragoza Hurricanes    | Zaragoza Hurricanes    | 0                      |                        | Badalona Dracs        | Badalona Dracs        | 40         |            |  |  |                  |                  |                  |  |
|  |                        |                        |                        |                        | Badalona Dracs        | Badalona Dracs        | 40         |            |  |  |                  |                  |                  |  |
|  |                        |                        | Murcia Cobras          | Murcia Cobras          | 20                    |                       |            |            |  |  |                  |                  |                  |  |
|  | Osos de Rivas          | Osos de Rivas          | Murcia Cobras          | Murcia Cobras          | 20                    | 41                    |            |            |  |  |                  |                  |                  |  |
|  | Osos de Rivas          | Osos de Rivas          |                        |                        |                       |                       |            |            |  |  |                  |                  |                  |  |
|  | Murcia Cobras          | Murcia Cobras          | 61                     |                        |                       |                       |            |            |  |  |                  |                  |                  |  |
|  | Murcia Cobras          | Murcia Cobras          | 61                     |                        | Badalona Dracs        | Badalona Dracs        | 47         |            |  |  |                  |                  |                  |  |
|  |                        |                        |                        |                        |                       |                       |            |            |  |  |                  |                  |                  |  |
|  |                        |                        | Las Rozas Black Demons | Las Rozas Black Demons | 6                     |                       |            |            |  |  |                  |                  |                  |  |
|  | Camioneros de Coslada  | Camioneros de Coslada  | Las Rozas Black Demons | Las Rozas Black Demons | 6                     | 21                    |            |            |  |  |                  |                  |                  |  |
|  | Camioneros de Coslada  | Camioneros de Coslada  |                        |                        |                       |                       |            |            |  |  |                  |                  |                  |  |
|  | Mallorca Voltors       | Mallorca Voltors       | 13                     |                        |                       |                       |            |            |  |  |                  |                  |                  |  |
|  | Mallorca Voltors       | Mallorca Voltors       | 13                     |                        | Camioneros de Coslada | Camioneros de Coslada | 13         |            |  |  |                  |                  |                  |  |
|  |                        |                        |                        |                        | Camioneros de Coslada | Camioneros de Coslada | 13         |            |  |  |                  |                  |                  |  |
|  |                        |                        | Las Rozas Black Demons | Las Rozas Black Demons | 33                    |                       |            |            |  |  |                  |                  |                  |  |
|  | Las Rozas Black Demons | Las Rozas Black Demons | Las Rozas Black Demons | Las Rozas Black Demons | 33                    | 63                    |            |            |  |  |                  |                  |                  |  |
|  | Las Rozas Black Demons | Las Rozas Black Demons |                        |                        |                       |                       |            |            |  |  |                  |                  |                  |  |
|  | Valencia Firebats      | Valencia Firebats      | 40                     |                        |                       |                       |            |            |  |  |                  |                  |                  |  |

### Quarti di finale
| 14 aprile 2019 | Badalona Dracs | 49 – 0 | Zaragoza Hurricanes |  |

| 27 aprile 2019 | Osos de Rivas | 41 – 61 | Murcia Cobras |  |

| 27 aprile 2019 | Camioneros de Coslada | 21 – 13 | Mallorca Voltors |  |

| 28 aprile 2019 | Las Rozas Black Demons | 63 – 40 | Valencia Firebats |  |

### Semifinali
| 11 maggio 2019 | Camioneros de Coslada | 13 – 33 | Las Rozas Black Demons |  |

| 12 maggio 2019 | Badalona Dracs | 40 – 20 | Murcia Cobras |  |

### XXV Spanish Bowl
| Murcia 25 maggio 2019 | Badalona Dracs | 47 – 6 | Las Rozas Black Demons |  |

## Verdetti
- Badalona Dracs Campioni della Spagna 2019